# Marie Jansonplein
Het Marie Jansonplein (Frans: Place Marie Janson) is een plein in het centrum van de Brusselse gemeente Sint-Gillis. Het plein ligt in het verlengde van het Sint-Gillisvoorplein en wordt in de volksmond ook wel Carré Moscou of Carré Monnaies genoemd.
Het plein had geen officiële benaming tot het in 2004 officieel vernoemd werd naar de Belgisch politica Marie Janson.

## Geschiedenis
Het plein bestaat al sinds 1986, maar onderging ondertussen al heel wat veranderingen. In 1879 begon men met de bouw van het Munthof (Brussel), dat er tot 1979 stond. Het gebouw verloor zijn functie echter al in 1969 toen de Koninklijke Munt van België werd opgericht. Het gebouw stond enkele jaren leeg totdat de Belgische staat het in 1978 aan de gemeente Sint-Gillis verkocht, die het pand op haar beurt liet afbreken (1979-1986). Het postkantoor werd behouden als paviljoen en de vrijgekomen ruimte werd omgedoopt tot plein.
Het plein had geen officiële benaming en werd in de volksmond dus vaak ‘Carré Moscou’ of ‘Carré Monnaies’ genoemd. Pas in 2004 werd het plein officieel vernoemd naar Marie Janson en kreeg het de naam Place Marie Janson of Marie Jansonplein.

## Heraanleg
In 2019 besloot de gemeente dat ze het Marie Jansonplein wilden ombouwen tot een gloednieuw stadspark. Na lang wachten op de vergunning, konden de werken op 25 oktober 2021 uiteindelijk beginnen. Eind 2022 zouden de werken klaar moeten zijn.
Voor het project van start kon gaan is er een intensief bevragingsproces gehouden bij de inwoners van Sint-Gillis om te bekijken waar de noden van de inwoners lagen. Later werd hiermee rekening gehouden bij het ontwerpen van de plannen.
Er is een architectenwedstrijd gehouden, waarbij de kandidaten een maquette moesten maken en voorstellen wat ze met het plein zouden doen. Paula Vigano kwam samen met VVV Architecture unaniem als beste uit de wedstrijd en mocht zich over het project buigen.
Het hele project zal Sint-Gillis zo'n drie miljoen euro kosten. Een groot deel van de kosten wordt gedekt door het wijkcontract Voorplein-Morichard, de rest komt uit subsidies.

## Toekomst
Wanneer de werken klaar zijn, zal het Marie Jansonplein een echte metamorfose ondergaan zijn. Er komt een waterpartij met kleine fonteintjes, er worden een 50-tal extra bomen geplant, er komen verschillende paviljoenen. Verder komen er nog speel-en sportterreinen. Daarnaast komt er ook nog een hondenren, een beveiligde fietsenparking en zal er geëxperimenteerd worden met een openbaar toilet.
Nadat de heraanleg afgerond is, worden ook de twee omliggende straten, de Jourdan- en de Moskoustraat onder handen genomen. Deze zullen autovrij gemaakt worden en de overblijvende parking zal verdwijnen.